# Les Lumières de la ville
Pour plus de détails, voir Fiche technique et Distribution.
Les Lumières de la ville (City Lights) est une comédie dramatique américaine réalisée par Charlie Chaplin, sortie le 30 janvier 1931.
Il s'agit du premier film sonore de Chaplin, mais qui, en l'absence de dialogues, comprend des intertitres. L'histoire commence par l'inauguration d'un monument dénommé « Paix et Prospérité » sur lequel dort un vagabond, donnant dès le début le ton à une fable moderne drôle et sarcastique avec, à la clef, un gigantesque pied de nez (visible de façon concrète à la quatrième minute du film) aux institutions et à la société, en général. Le scénario traite, entre autres, de la mort (le suicide), des inégalités sociales et du handicap (la cécité) tout en s'autorisant une petite note d'espoir à la fin de l'histoire.
Il s'agit du premier film de l'actrice américaine Virginia Cherrill qui deviendra l'épouse de l'acteur anglo-américain Cary Grant en 1934, soit trois ans après la sortie du film.

## Synopsis

### Contexte
Le film est contemporain à son époque et se situe entièrement dans une grande ville américaine. On découvre également l'intérieur d'une boîte de nuit et une salle de boxe.
Le krach boursier de 1929 et la crise économique qui s'ensuit surviennent durant le tournage du film. La même année, est promulgué le « code Hays », qui, dans les films américains, interdit l'emploi de certains mots, dialogues ou situations, pouvant porter atteinte aux bonnes mœurs ; mais le film étant tourné juste avant que cette loi ne soit appliquée, il n'en subit pas les conséquences.

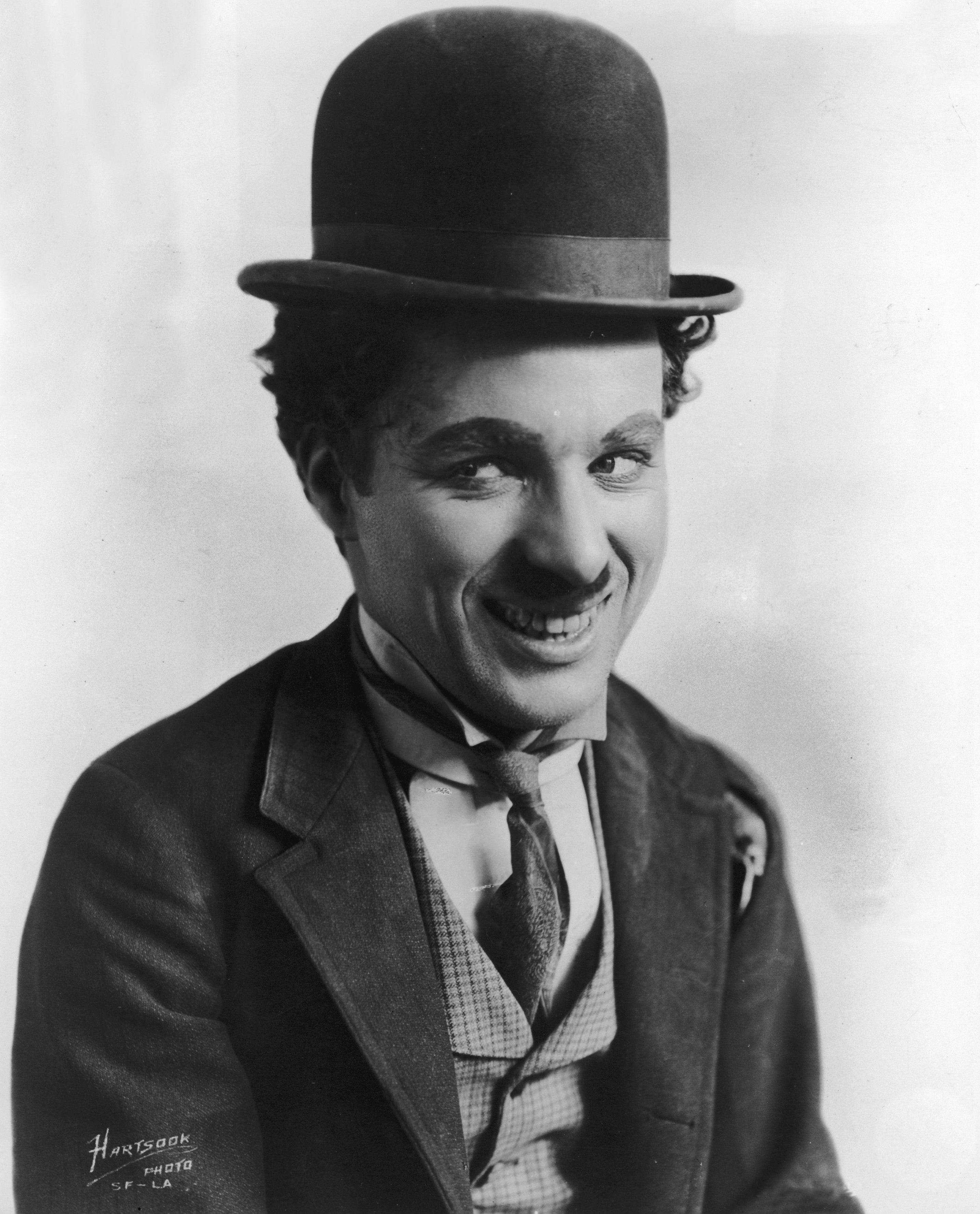
Charlot.

Le cinéma sonore est apparu à l'époque où sortait Le Cirque, film tourné trois ans plus tôt, en 1927, et sorti en 1928, et son réalisateur, Charles Chaplin, n'est pas très enthousiaste face à cette évolution. Son nouveau film possédera tout de même un style identique aux précédents, à l'émotion exacerbée, et qui narre les aventures d'une jeune aveugle et de son ami vagabond.
Chaplin compose lui-même la bande originale, et dès la première scène qui laisse découvrir les discours inaudibles des premiers personnages apparaissant à l'écran, on comprend assez facilement que Chaplin reste un ardent défenseur du cinéma muet. Chaplin continuera sur cette lancée, mixant sonorité et pantomime avec le film suivant dénommé les Temps modernes, qui s'élaborera sur le même principe, mais ce sera le dernier film de ce type.

### Déroulement
Une foule de badauds est rassemblée sur une place publique, au cœur d'une grande ville américaine, pour assister à l'inauguration d'une statue monumentale dédiée à la paix et à la prospérité. Le maire, une citoyenne d'honneur, le sculpteur, se succèdent devant la tribune, chacun y allant de son petit discours de circonstance et dont on ne comprend, d'ailleurs, pas un mot. Puis, à la suite d'un geste de la femme, un grand voile se lève et laisse découvrir un ensemble statuaire au milieu duquel, parmi les poses hiératiques de personnages graves et solennels, un vagabond dort paisiblement sans se soucier de son environnement. Réveillé, il va devoir se sauver, en gesticulant et s'agitant, même durant la diffusion de l'hymne national, car il reste accroché par le fond de son pantalon, en raison d'un glaive en pierre qui orne le monument. Il réussira enfin à se dégager et même à fausser compagnie aux officiels, qui visiblement n'ont pas apprécié son comportement.
L'après-midi, ce même vagabond déambule dans les rues très passantes d'un centre-ville commerçant. Après avoir été taquiné par deux jeunes vendeurs de journaux à la criée et après avoir longuement observé une sculpture nue dans une vitrine (gag du monte-charge), il fait, au hasard de ses pérégrinations, la rencontre d'une jeune fleuriste aveugle qui propose de lui vendre une fleur. Celle-ci est persuadée qu'il est riche car, pour pouvoir traverser la rue encombrée, tout en évitant la police, le vagabond a dû se faufiler en traversant les portes arrière d'une voiture coincée dans l'embouteillage, et la jeune femme a entendu la porte du véhicule claquer en se refermant. Il n'ose pas la détromper, se rend compte qu'elle est non-voyante et lui achète une fleur, qu'elle attache à sa boutonnière. Près d'eux, la portière de la voiture claque de nouveau et la vendeuse de fleurs pense qu'il est parti en lui laissant sa monnaie. Le vagabond, pourtant resté à côté d'elle, ne dit rien et part doucement pour ne pas la détromper. Il s'éloigne quelque peu, mais reste cependant à proximité pour continuer à l'observer (gag du pot à eau). On comprend dès lors que le vagabond est tombé amoureux de la jeune fille. Le soir de cette rencontre, la jeune vendeuse de fleurs rentre dans son modeste appartement, situé dans un quartier ouvrier, et qu'elle partage avec sa grand-mère. Elle y écoute un disque sur un gramophone et reste songeuse en entendant sa voisine partir en soirée en compagnie d'un garçon.
Puis vient la nuit. Sur les quais, un homme visiblement pris de boisson s'attache une corde au cou, alors que celle-ci est lestée d'une grosse pierre. Le vagabond, toujours sa petite fleur en boutonnière, arrive par hasard et s'installe sur un banc au bord de la rivière. L'homme ne s'en préoccupe pas et s'apprête à se jeter à l'eau pour se suicider, mais le vagabond intervient pour l'en empêcher et essaie de le convaincre de revenir sur sa décision. Il s'ensuit un enchaînement de gags durant lesquels les deux hommes risquent simultanément la noyade. Convaincu de la futilité de son geste, l'homme revient sur sa décision, puis il déclare que le vagabond est devenu son ami (« You're my friend for life ») tout en prenant la décision de l'emmener chez lui. Arrivé dans sa grande maison, le vagabond découvre que l'homme est très riche, qu'il a un majordome, et que sa femme vient de le quitter, ce qui explique son attitude suicidaire. L'homme riche décide de trinquer avec son sauveur (sketch de la bouteille). Pourtant, le millionnaire tente de nouveau de se suicider par arme à feu et le vagabond parvient de nouveau à l'en empêcher. Calmé, l'homme riche décide de faire la « tournée des grands-ducs » avec son nouvel ami (« We'll burn up the town! »).

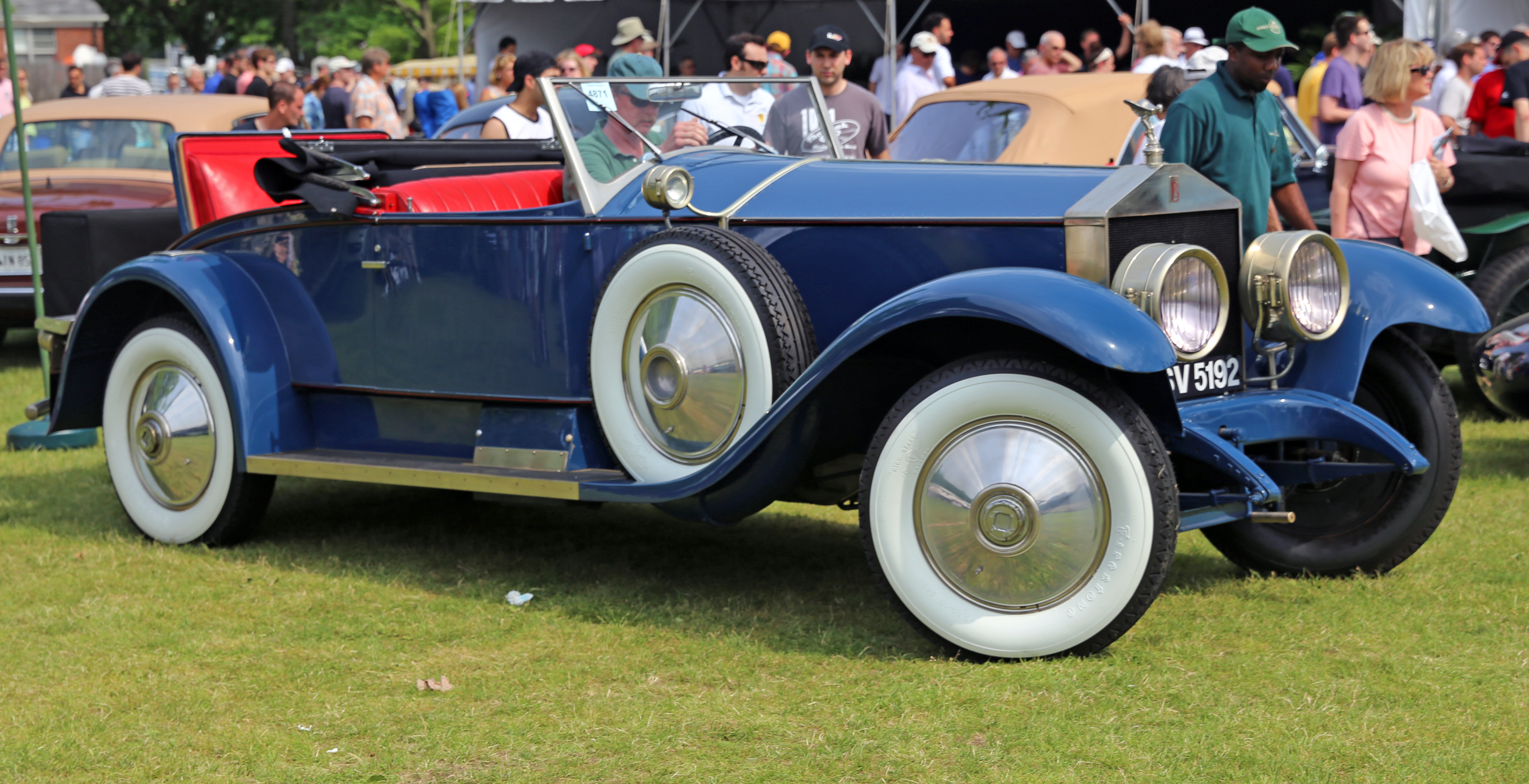
La Rolls-Royce du film, la Silver Ghost roadster.

Habillés de frac tous les deux, ils montent dans une Rolls-Royce et se rendent dans une boite de nuit assez chic. Il s'ensuit une série de gags (dont celui de la chaise, celui des spaghettis et celui de la « danse apache »), le plus élaboré étant le gag de la danse endiablée que le vagabond, devenu complètement exalté par l'ambiance, engage avec une inconnue. Le lendemain matin, aux aurores, ils finissent tous deux par quitter le club pour se rendre chez le millionnaire encore bien éméché et ils ne doivent la vie sauve qu'à l'absence de circulation. Le vagabond finit même par prendre le volant pour éviter l'accident. Arrivé à bon port, c'est-à-dire au domicile de l'homme fortuné, celui-ci décide de lui offrir sa Rolls-Royce avant de s'écrouler ivre devant sa porte d'entrée. Le vagabond fait appel au majordome qui vient chercher son maître pour le porter dans la maison, mais il refuse l'entrée au vagabond, qui reste à l'extérieur sur l'escalier d'entrée. Assis, dépité, ce dernier s'assoit sur les marches et découvre alors la jeune vendeuse de fleurs passant sur le trottoir. Pendant ce temps-là, l'homme riche se rend compte que son ami n'est pas avec lui et demande au majordome d'aller le chercher. Celui-ci s'exécute et c'est alors que le vagabond arrive en trombe dans le salon pour demander de l'argent pour acheter des fleurs. Le millionnaire s'exécute et le petit homme va retrouver la jeune femme aveugle, lui achète toutes ses fleurs et la ramène chez elle dans la Rolls.
En fin de matinée, les dernières vapeurs d'alcool finissent par s'évaporer et le riche ami ne semble ne plus se souvenir de son ami pauvre, qui lui a pourtant sauvé la vie. Revenu de son déplacement, le vagabond ne peut plus rentrer chez le grand bourgeois, car celui-ci a décidé qu'il ne voulait voir personne (« I'm out to everybody ») et, dès lors, le personnage joué par Chaplin, chassé par le majordome, se retrouve de nouveau à la rue, mais tout de même en Rolls (sketch du cigare) ! Cependant, quelque temps plus tard, le millionnaire, ayant oublié sa parole donnée le matin même, récupère sa voiture. Le vagabond est circonspect et ne comprend rien à son attitude : l'homme riche, quand il est à jeun, est pourtant bien un autre homme.

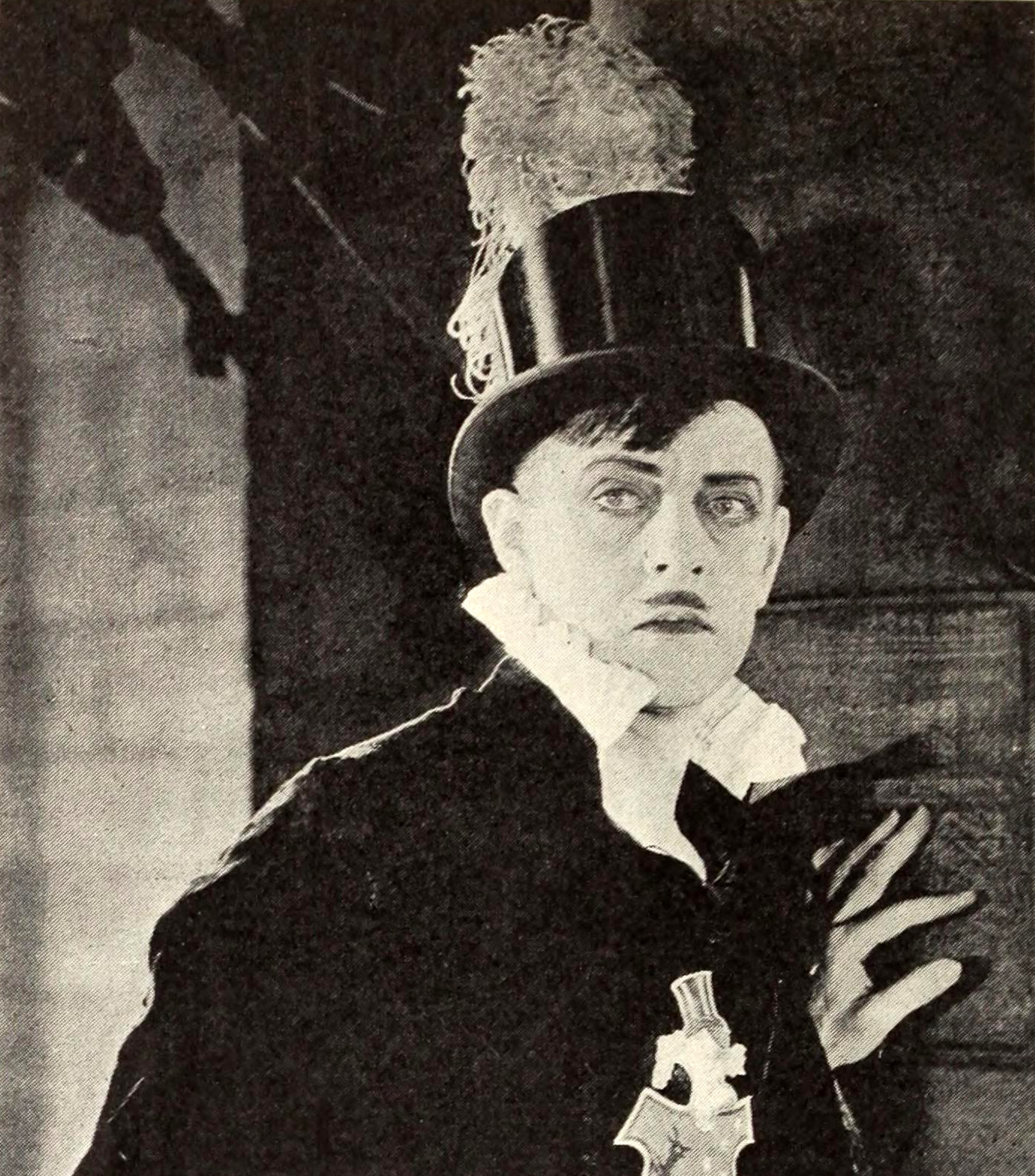
Harry Myers (en 1921, sur la photo) joue le rôle du millionnaire excentrique.

Pendant ce temps, la jeune marchande de fleurs, ayant retrouvé sa grand-mère dans leur appartement, lui décrit son trouble en évoquant l'homme qu'elle croit riche. L'après-midi de cette nouvelle journée se passe comme les autres pour le pauvre homme, il erre dans les rues et tombe sur son ami millionnaire qui, sortant d'un bar et complètement saoul, le reconnait à nouveau et décide de l'emmener dans une réception mondaine organisée chez lui. Cette « party » sera bien évidemment l'occasion de dérouler de nombreux gags comme celui du melon et surtout celui du sifflet, que le vagabond a avalé par inadvertance, et qui va empêcher un chanteur d'opéra d'exécuter sa prestation, en raison d'un hoquet siffleur mal venu, et qui poussera le pauvre homme à quitter la réception. Une fois dehors, il réussira encore à faire s'arrêter un taxi (qui croit être sollicité par le sifflement) et même à faire rameuter une bande de chiens ! La nuit passe et le lendemain, le vagabond se réveille dans le lit de son ami qui, lui, a de nouveau tout oublié. Le bourgeois demande alors à son majordome de chasser Charlot de son lit, de sa chambre et de sa maison. À la suite de quelques échanges musclés (gag de la chaussure) avec les valets de maison, le vagabond se rhabille, puis quitte le domicile de son ami riche. On apprend également que celui-ci a décidé de partir en voyage en bateau pour l'Europe, dès ce midi.
De nouveau à la rue, et désireux de revoir la marchande de fleurs, le vagabond se rend à l'endroit où celle-ci a l'habitude de s'installer, mais elle n'est pas là. Il décide de se rendre chez elle, et en regardant par sa fenêtre, il constate qu'elle reçoit la visite d'un médecin car la jeune femme est malade. Le praticien explique à sa grand-mère qu'elle a besoin de soins (« She has a fever and needs careful attention »). Déterminé à aider la jeune femme et son aïeule, Charlot se décide à chercher du travail, entraînant un enchaînement de nouveaux gags (le job de nettoyeur de rue serait intéressant si les éléphants ne faisaient pas d'aussi grosses crottes).
La jeune femme semble aller mieux, mais sa grand-mère découvre une lettre du propriétaire de leur logement. En fait, elles sont endettées et risquent de se faire expulser si elles ne payent pas le solde de leur loyer avant le lendemain. La jeune aveugle ne le sait pas et s'apprête à recevoir son bienfaiteur, qu'elle croit riche, chez elle. En touchant le visage de sa grand-mère, elle se rend compte qu'elle pleure mais celle-ci ne veut rien lui dire et cache la lettre du créancier dans un livre, puis s'en va vendre des fleurs. Le vagabond arrive juste après, mais il va avoir du mal à jouer les « gentlemen » sans l'aide financière du millionnaire. Il lui a pourtant effectué quelques courses. Il décide également de lui lire le journal et lui apprend, selon un article, qu'un médecin de Vienne, en Autriche, le Dr Gustav von Blier, est capable de faire des miracles pour guérir de la cécité. Si une telle opération pouvait se faire, elle pourrait enfin voir son bienfaiteur (« Wonderful, then I'll be able to see you ») ce qui enchante et inquiète en même temps le dit « bienfaiteur ». Ensuite elle discute avec lui pendant qu'elle enroule un fil de laine (sketch du tricot). Le petit homme met ensuite en route le gramophone pour écouter de la musique et prend le livre qui était posé à côté de l'appareil. Une lettre tombe du livre et l'homme la lit, c'est la fameuse lettre de menace d'expulsion. La jeune femme fond en larmes. Le faux bienfaiteur mais vrai pauvre vagabond promet qu'il va s'en occuper (« Now, Don't worry. I'll pay it the first thing in the morning »). Comment va-t-il s'y prendre ? On peut se le demander, surtout qu'arrivé en retard ce même jour à son travail de nettoyeur municipal, il vient de se faire renvoyer.

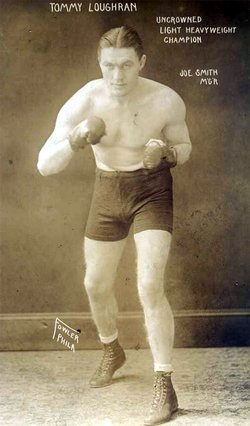
Au moment du tournage du film, le boxeur américain Tommy Loughran était le champion du monde (de nationalité américaine), dans la catégorie des poids mi-lourds de boxe anglaise.

Alors que le vagabond se demande comment se tirer de ce guêpier, il est hélé par un homme (un bookmaker, probablement) qui lui propose de participer à un match de boxe plus ou moins truqué qui lui permettrait de gagner de l'argent très facilement et très rapidement. Voilà Charlot boxeur. Ce soir-là, dans une grande salle de sports, il y a de multiples combats avec du public et surtout des parieurs dans l'attente des compétiteurs, et le vagabond fera partie du lot. Le match truqué doit l'opposer à un comparse (« Remember, we split fifty-fifty, and you promise you won't hurt me ») et tout semble bien parti pour partager la prime sans se faire mal. Bien sûr, un grain de sable va se mettre en place : le comparse, prévenu par un ami qu'il est recherché par la police, se sauve en courant, avant la rencontre, et doit se faire remplacer par un type qui ne veut pas partager la prime. Encore plus fort, alors que Charlot a fait ami-ami avec un boxeur afro-américain très costaud, mais aussi très superstitieux, il se rend compte que malgré ses porte-bonheur, l'athlète noir se fait mettre proprement KO par un autre boxeur, apparemment encore plus fort, mais qui à la suite d'une dispute se fait proprement « allonger » par le futur adversaire de Charlot (gag de la patte de lapin) ! Mais il faut cependant y aller et le combat va être épique et sujet encore à de nombreux gags (doté d'un accompagnement musical en rapport avec l'action). Hélas, notre héros se fait battre par son adversaire et se retrouve allongé de tout son long sur le sol du ring. Le meilleur gag restant pour la fin, alors qu'il est ramené sur une civière dans la salle de repos, le boxeur Charlot se fait assommer une seconde fois par son propre gant.
À la suite de cet échec, le vagabond se demande comment il va trouver une solution pour aider sa dulcinée, tout en se promenant dans la ville (« Still hoping to get money for the girl, he wandered the city »). La chance semble cependant enfin lui sourire car son bienfaiteur, ce millionnaire si excentrique et lunatique, est de retour de son court voyage. Ils se croisent et comme le riche est, encore une fois, en état d'ébriété, celui-ci le reconnait immédiatement. Il décide de le ramener en taxi chez lui… Pendant ce temps-là, des cambrioleurs se sont introduits dans la maison du bourgeois. Alors que celui-ci arrive dans la maison en compagnie de son ami retrouvé, les bandits se cachent derrière les rideaux du salon. Le millionnaire et le vagabond, inconscients du danger qu'ils courent, s'installent alors dans le salon. Le millionnaire explique alors à son ami que celui-ci ne doit pas se soucier, il va l'aider à prendre soin de la jeune femme (« Don't worry about the girl. I'll take care of her »). Il lui donne, dès lors, mille dollars en billets. Pendant ce temps-là, les gangsters, cachés derrière les rideaux, ont tout vu, tout entendu et s'apprêtent à intervenir pour neutraliser le riche et le pauvre, en train de se congratuler sur le divan du salon, pour les voler. L'un des bandits parvient à assommer le maître de maison, mais pas Charlot qui parvient à appeler la police. Alors qu'il se lance à la poursuite des cambrioleurs, ceux-ci prennent la fuite, mais le majordome, qui n'a pas vu les bandits, pense que le vagabond est responsable de l'agression sur son maître, allongé inconscient sur le sol. Interrogé par la police, arrivée sur ces entrefaites, à propos de la présence de billets de 1 000 dollars sur lui, Charlot explique que c'est le millionnaire qui les lui a donnés. Malheureusement, celui-ci, revenu à lui mais dégrisé par le coup qu'il a reçu sur la tête, ne le reconnait pas et le vagabond ne doit son salut qu'en s'enfuyant à son tour.
De retour chez la jeune femme aveugle, le vagabond lui donne les mille dollars pour qu'elle paye ses dettes et puisse se faire opérer des yeux. Elle le remercie puis, conscient du danger qu'il peut lui faire courir, il s'en va presque tout de suite. Quelque temps plus tard, alors qu'il erre de nouveau dans la rue, il est arrêté, jugé et emmené en prison. Les mois passent.
C'est l'automne, l'homme, plus pauvre que jamais, est sorti de prison. Il erre de nouveau dans les rues à la recherche de sa protégée. Mais la jeune femme, désormais guérie de sa cécité, tient désormais un magasin de fleurs en ville avec sa grand-mère. A priori, elle ne semble pas avoir oublié son bienfaiteur car, à chaque fois qu'un homme à l'apparence bourgeoise rentre dans le magasin, elle porte sa main à son cœur. Sa grand-mère lui demande ce qu'elle a et elle lui avoue son attente (« Nothing, only, I thought he had returned »). Le hasard mène le vagabond à proximité du magasin où il se fait de nouveau chahuter par les jeunes marchands de journaux à la criée du début du film. La scène amuse beaucoup la jeune femme qui ne l'a pas reconnu, puis les regards se croisent (« I've made a conquest »), elle le touche en voulant lui donner une pièce, et le miracle se produit : elle le reconnaît et comprend d'un coup (« You can see, now? », « Yes, I can see now ») que ce clochard, ce loqueteux, ce misérable, n'est autre que son sauveur.

## Personnages principaux

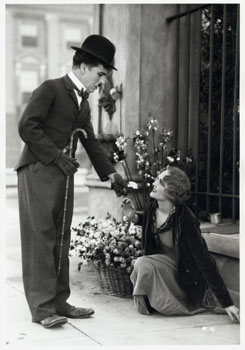
Charlie Chaplin et Virginia Cherrill.

À noter que les personnages n'ont pas de nom. Ils sont simplement désignés selon leurs descriptions.
- Le vagabond

Personnage central du film, les circonstances font de lui un amoureux transi d'une jeune fille aveugle mais qui n'a pas le sou. Il est également l'ami d'un homme riche mais qui ne reconnait cette amitié que dans l'ivresse.
- La jeune fleuriste

Jeune fille pauvre et atteinte de cécité, élevée par sa grand-mère, qui ne doit sa subsistance qu'en vendant des fleurs sur le trottoir. Sa rencontre avec le vagabond se base sur un quiproquo (elle le croit riche) mais qui tournera à son avantage.
- Le millionnaire suicidaire (dit aussi excentrique)

Personnage incontournable de l'histoire. Généreux, mais suicidaire quand il est alcoolique, il devient intraitable quand il est à jeun. C'est lui qui finira par donner l'occasion au vagabond d'aider la jeune fille et la sortir de son handicap.
- Le majordome du millionnaire

Irréprochable garde-chiourme et parfaitement conscient de la double personnalité de son maître, il n'aime pas le vagabond et entretient avec lui des rapports de condescendance notable.

## Fiche technique

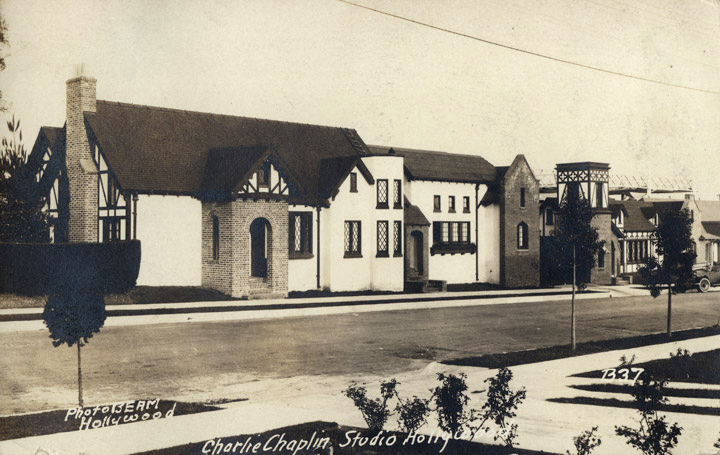
Carte postale de 1922 sur les studios Charlie Chaplin où tous ses films furent réalisés entre 1918 et 1952.

- Titre français : Les Lumières de la ville
- Titre original : City Lights
- Réalisation : Charles Chaplin
- Scénario : Charles Chaplin
- Photographie : Roland Totheroh
- Montage : Charles Chaplin
- Musique : Charles Chaplin, José Padilla, pour le thème « Flower Girl » (La Violetera)
- Production : Charles Chaplin
- Société de distribution : United Artists
- Budget : 1 500 000 $ (estimation)
- Pays de production :  États-Unis
- Format : Noir et blanc - muet
- Genre : Comédie dramatique
- Début du tournage : 31 décembre 1928
- Fin du tournage : 5 octobre 1930
- Durée : 87 minutes
- Dates de sortie : 
  - États-Unis : 30 janvier 1931 (première mondiale au Los Angeles Theatre de Los Angeles), 6 février 1931 (première à New York), 7 mars 1931 (sortie nationale)
  - Royaume-Uni : 27 février 1931
  - France : 7 avril 1931

Version Française : 

Adaptation : Bernard Eisenschwitz

Sous-titrage : L.V.T. Paris

## Distribution
- Charles Chaplin : Le vagabond
- Virginia Cherrill : La jeune fleuriste aveugle
- Florence Lee : La grand-mère de la jeune fille
- Harry Myers : Le millionnaire « excentrique »
- Allan Garcia : Le majordome du millionnaire
- Hank Mann : Le boxeur
- Henry Bergman : Le maire et le voisin de la jeune aveugle
- Victor Alexander : Le boxeur superstitieux
- Albert Austin : Le balayeur et le cambrioleur
- Joe Van Meter L'autre cambrioleur
- Alvin Carry : le contremaître
- T.S. Alexander : Le docteur
- Eddie Baker (en) : L'arbitre
- Granville Redmond : Le sculpteur
- Robert Parrish : Le jeune vendeur de journaux
- Harry Ayers : Le policier
- Eddie Mc Auliffe : Le boxeur qui s'enfuit
- Stanhope Wheatcroft (en) : Le client du café
- Jean Harlow : une cliente du restaurant (non créditée)
- John Rand : un vagabond
- Tiny Ward (en) : l'homme sur le monte-charge devant la galerie d'art

## Production

### Genèse du film
Le scénario a subi de nombreux changements au fil du temps bien que le handicap (la cécité) fût pour son réalisateur le thème essentiel du film.
Chaplin désire produire un film sonore non parlant dans lequel l'intrigue et l'action seront soutenues par une image suggestive introduite par des pantomimes et la gestuelle des acteurs.

### Tournage
Ce film fut la plus longue œuvre de création parmi toutes les créations cinématographiques de Charles Chaplin. Il passa plus de deux ans et demi à écrire et concevoir cette production dont plus de six mois pour le tournage.
La scène au cours de laquelle la fleuriste aveugle prend le vagabond pour un homme riche a notamment nécessité rien de moins qu'un record de 342 prises, pour ne trouver sa version définitive qu'au dernier jour de tournage. La richesse n'étant pas a priori un état perceptible par d'autres sens que la vue, Chaplin a en effet dû déployer tous les ressorts de son talent de metteur en scène pour imaginer un concours de circonstances suffisamment crédible.
La scène de l'élévateur devant le magasin d'antiquité a été préférée au montage à une autre scène au cours de laquelle le vagabond joue avec un morceau de bois coincé dans une grille d'aération sans parvenir à l'y glisser. La foule curieuse s'amasse bientôt autour de lui et un employé derrière sa vitrine, très docte, lui explique par gestes, la méthode la plus rationnelle pour faire tomber le bout de bois.
Toute la séquence de boxe est inspirée du court métrage Charlot boxeur. L'attente dans le vestiaire durant laquelle le vagabond prend conscience de la violence des combats en voyant revenir les perdants inanimés et le combat lui-même, lorsqu'il tire parti de tous les moyens qui sont mis à sa disposition (l'arbitre, les cordes…) pour éviter les coups de son adversaire, figurent déjà dans ce précédent film de Chaplin. La séquence est néanmoins enrichie de nouveaux gags ainsi que d'une intrigue et d'une mise en scène plus soignées.

## Musique

### Composition
Violetera (le thème de la marchande de fleurs) mis à part car écrit par le musicien espagnol José Padilla Sánchez, Charlie Chaplin a composé l'ensemble de l'accompagnement musical du film. Chaque personnage possède généralement son propre thème, celui du vagabond étant un mélange de mélancolie et de joie.

### Liste des titres
| No  | Titre                                          | Durée |
| --- | ---------------------------------------------- | ----- |
| 1.  | Ouverture / Unveiling the statue               | 4:15  |
| 2.  | The flower girl (violetera)                    | 2:03  |
| 3.  | The flower girl (violetera)                    | 2:52  |
| 4.  | Evening / Meeting the millionaire              | 5:43  |
| 5.  | At the millionnaire's home                     | 4:40  |
| 6.  | The night club / Danse suite                   | 5:53  |
| 7.  | Homeward Bound / Buying flowers                | 6:49  |
| 8.  | The sober dawn                                 | 3:21  |
| 9.  | The party & the morning after                  | 8:02  |
| 10. | Eviction/The road sweeper / At the girl's home | 8:58  |
| 11. | The boxing match                               | 13:44 |
| 12. | Back from Europe / The burglars                | 6:48  |
| 13. | The flower shop / Reunited                     | 9:30  |

## Distinction
- National Film Registry 1991 : Sélectionné et conservé à la bibliothèque du Congrès américain.

## Analyse

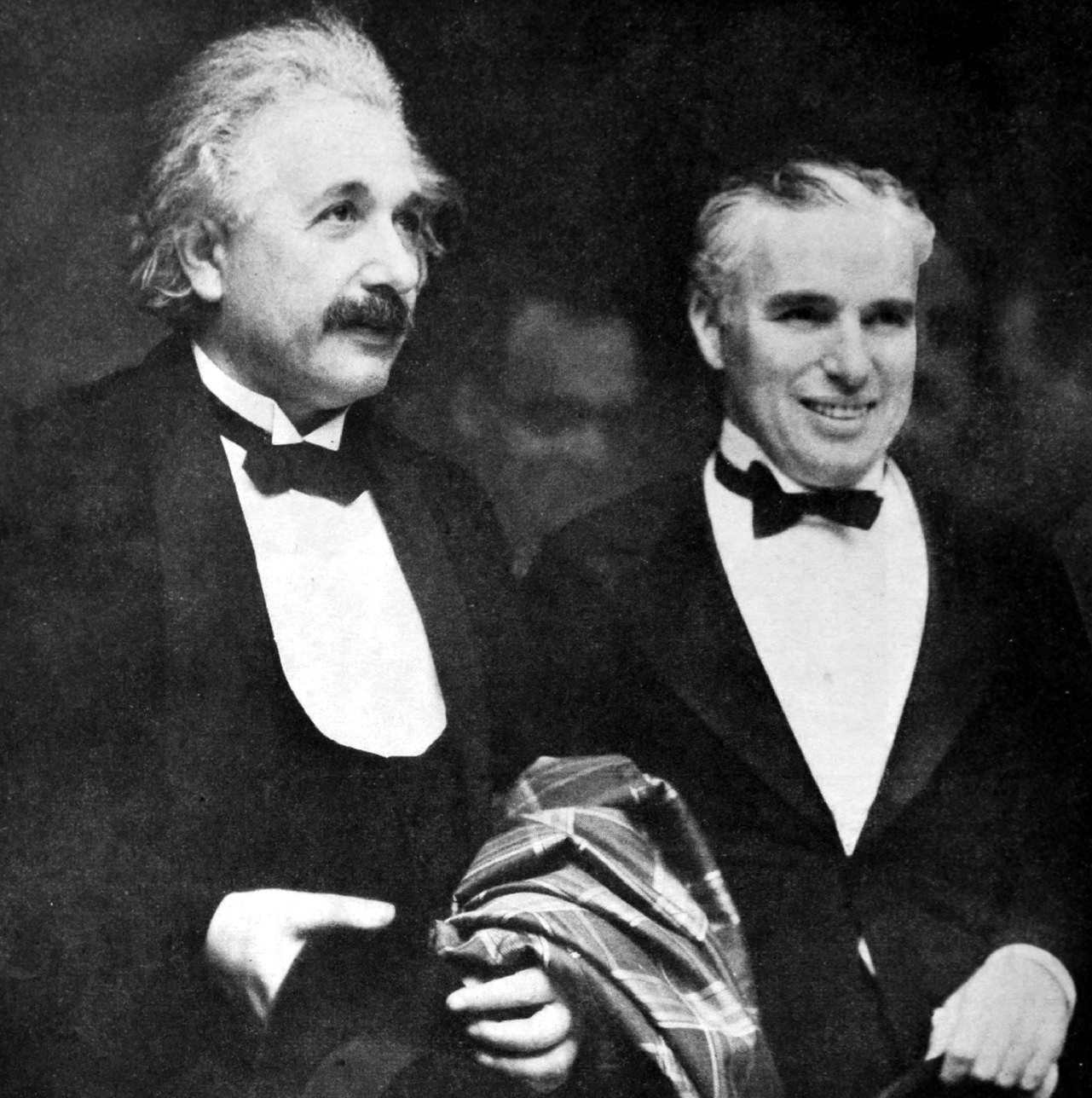
Charlie Chaplin et Albert Einstein à la première des Lumières de la ville.

Les Lumières de la ville est au même titre que Les Temps modernes un long adieu que Charlie Chaplin fait au cinéma muet. Ces deux films sonores, sans dialogue, précèdent son premier film parlant, Le Dictateur.
La sauvegarde de la pantomime s'accompagne d'un refus de la technologie du parlant. L’intérêt visuel et gesticulant du personnage doit l’emporter sur une mobilité plus restreinte due à la parole qui positionne davantage dans l’immobilisme.
Chaplin désire également conserver la suprématie du mouvement pur, l'apport de la voix risquant de démasquer dans le personnage une seconde nature.

## Autour du film

### Autour de la distribution
- L'acteur Granville Redmond qui tient le rôle du sculpteur de la statue sur laquelle dort Charlot au début du film est un vrai sculpteur, ancien élève du sculpteur français Jean-Paul Laurens. Il était également l'ami personnel de Chaplin qui l'engageait régulièrement dans ses films, en dépit de sa totale surdité. D'autre part un rôle de gangster a été tourné par un français dont le nom s'écrivait Jo Darlès à l'époque, devenu Jo Darlay's en France puis Jo Darlays dans les années 1950. Jo était aux studios par hasard, et son accoutrement toujours avec un chapeau « mou », donna l'occasion de l'engager pour une scène courte mais reprise plusieurs fois, où deux gangsters attaquent « le millionnaire ». Jo était ami du frère de Charlie, anglais et comme lui ancien marin, Sydney. En réalité Jo était là pour rencontrer Myers et a pu approcher les plateaux grâce à Sydney le frère de Charlie. Rentré en France Jo Darlays continua ses activités de chanteur fantaisiste, proche de Fernandel et Chavalier, et speaker de radio. Jo baptisa mème Louise son épouse, chanteuse et violoniste Lou Myrès, anagramme de Myers qu'elle admirait. De son nom de jeune fille et d'épouse, Louise Gerbet-Seguin, a été invitée lors du tournage d'une émission d'Antenne2 sur les retraites françaises en avril 1981, par le futur Président de la République élu en mai.
- En 1983, le cinéaste turc Kartal Tibet a tourné le film En Büyük Şaban (« Shaban le plus grand »), qui est très largement inspiré de celui de Charlie Chaplin, avec Kemal Sunal dans le rôle principal[4].